# Cagbalete
Cagbalete ist eine philippinische Insel in der Provinz Quezon, südlich des Polillo-Archipels und der Insel Luzon vorgelagert. 
Die Insel Cagbalete liegt in der Bucht von Lamon und wird von der Stadtgemeinde Mauban aus verwaltet. Erreicht werden kann die Insel über eine Fährverbindung mit dem Hafen von Mauban. Die Insel hat eine Landfläche von 16,40 km² und zwei Barangays, mit einer Einwohnerzahl von 3.395 Personen, liegen auf der Insel. Die Insel hat einen größeren Mangrovenwald und bei Ebbe liegen bis zu einem Kilometer weite Marschgebiete vor der Küste frei von Wasser.  